# Organomegalia
Organomegalia – termin medyczny oznaczający powiększenie narządu (organu). Używa się również określeń równoznacznych (synonimów) splanchnomegalia lub wisceromegalia.
- hepatomegalia – powiększenie wątroby
- splenomegalia – powiększenie śledziony
- hepatosplenomegalia – jednoczesne powiększenie wątroby i śledziony
- kardiomegalia – powiększenie serca

Przyczyny organomegalii mogą być różnorakie, np:
- brak hamowania hormonu wzrostu (GH)
- leczenie chirurgiczne przez zatokę czołową

Przeczytaj ostrzeżenie dotyczące informacji medycznych i pokrewnych zamieszczonych w Wikipedii.